# Tinsley Ellis
Tinsley Ellis, (Atlanta, 1957. július 4. –) amerikai blues- és rockzenész. A Billboard szerint „senki sem adott ki következetesebben kiváló bluesalbumokat, mint az atlantai Tinsley Ellis. Úgy énekel, mint egy megszállott, és hozzá szólógitárt szorongat.”
Rolling Stone: „Jimmy Reed és Junior Wells... az atlantai Tinsley Ellis szabadjára engedi a vad bluesgitárt. A nonstop koncertezés borotvaélesre csiszolta a hat húrját...”

## Pályafutása
Ellis Atlantában, Georgia államban született, Dél-Floridában nőtt fel.
Ellisnek az elektromos blues iránti szeretete a Yardbirds, az The Animals, a Cream és a The Rolling Stones hallgatása során alakult ki. Amikor B.B. King eltépett egy gitárhúrt, majd azt a 15 éves Ellisnek adta, (ami Ellis állítása szerint neki a mai napig megvan) – elhatározta, hogy bluesgitáros lesz.
1975-ben Haygood University Banddel játszott. Két évvel később visszatért Atlantába, és csatlakozott első professzionális blueszenekarához, az Alley Catshez. Közben Ellis 1979-végzett az Emory Egyetem történelem szakán. 1981-ben megalakította a Heartfixers-t Chicago-t Bob Nelson énekes- harmonikásszal. Három albumot rögzített a kis Landslide lemezkiadónak, az egyiket Nappy Brown énekesnővel. Ugyanebben az évben Ellis szerződést írt az Alligator Recordsszal.
Debütáló szólóalbuma az Alligator Recordsnál, 1988-ban jelent meg.Rossz kritikákat kapott. Az Alligator ezután újra kiadott két korábbi albumot, amelyen a The Heartfixerssel játszott.
A következő négy lemeze a „Fanning the Flames” (1989), a „Trouble Time” (1992), a „Storm Warning” (1994) és a „Fire It Up” (1997) volt. Ellis hírneve tovább nőtt. Feltűnt az NBC-TV Sports műsorában az 1996-os nyári olimpia közvetítésében.
Ellis 2000-ben a Capricorn Recordsnál kiadta a „Kingpin”-t. 2002-ben csatlakozott a Telarc Recordshoz, és kiadodott CD-t készített: „Hell or High Water” és „The Hard Way”. Mindeközben Ellis soha nem hagyta abba a turnézást. Ellis azt állítja, hogy legalább egyszer fellépett élőben az Egyesült Államok mind az 50 országában.
2005-ben visszatért az Alligator Recordshoz.
Színpadon volt Warren Haynes-szel, Stevie Ray Vaughan-nel, Willie Dixonnal, Koko Taylorral, Albert, Buddy Guy-jal... sokakkal.
2013-ban elindította saját kiadóját, a Heartfixer Music-ot.
A Covid-19-járvány idején Ellis állítólag 200 dalt írt mindössze másfél év alatt. Az így született egy album, a 2022 januárjában jelent meg, és elsöprően pozitív kritikákat kapott.
2023 novemberében jelentet meg új albuma, a „Naked Truth”. Ez volt az első, teljes egészében akusztikus zenéből komponált albuma.

## Albumok
- 1982: Featuring Chicago Bob Nelson és The Heartfixers)
- 1983: Live At The Moonshadow (és The Heartfixers)
- 1984: Tore Up (és Nappy Brown, The Heartfixers)
- 1986: Cool on It (és The Heartfixers)
- 1988: Georgia Blue
- 1989: Fanning the Flames
- 1992: Trouble Time
- 1994: Storm Warning
- 1997: Fire it Up
- 2000: Kingpin
- 2002: Hell or High Water
- 2004: The Hard Way
- 2005: Live! Highwayman
- 2007: Moment of Truth
- 2009: Speak No Evil
- 2013: Get It!
- 2014: Midnight Blue
- 2015: Tough Love
- 2016: Red Clay Soul
- 2018: Winning Hand
- 2020: Ice Cream In Hell
- 2022: Devil May Care
- 2024: Naked Truth

## Fordítás
- Ez a szócikk részben vagy egészben  a   Tinsley Ellis című angol Wikipédia-szócikk ezen változatának fordításán alapul.  Az eredeti cikk szerkesztőit annak laptörténete sorolja fel. Ez a jelzés csupán a megfogalmazás eredetét és a szerzői jogokat jelzi, nem szolgál a cikkben szereplő információk forrásmegjelöléseként.